# László József (orvos)
László József (Kutyfalva, 1932. február 12. –) kutatóorvos, orvosi szakíró, egyetemi tanár. László Gyula (1926) borász másodunokatestvére.

## Életútja
Középiskoláit a marosvásárhelyi Református Kollégiumban kezdte s a nagyenyedi Bethlen Gábor Kollégiumban végezte (1951), a moszkvai 1. számú Orvosi Egyetemen szerzett érdemdiplomát (1957). A Marosvásárhelyi Orvosi és Gyógyszerészeti Egyetem (OGYI) élettani tanszékén kezdte pályáját. 1965-től a klinikai funkcionális vizsgálatok szakorvosa, az orvostudományok doktora (1973); elsőként szervezte meg Romániában az orvosi elektronika és biokibernetika tanszékét (1978), előadó tanár (1990).
Tudományos érdeklődési területe főleg a biológiai – elsősorban idegi – szabályozás, a vér- és nedvkeringés, valamint a kutatás módszertana. Tíz újítás szerzője, több elektronikai készüléke kis-szériás gyártásba került. Szakfolyóiratokban megjelent vagy bel- és külföldi tudományos összejöveteleken előadott dolgozatainak száma több mint másfél száz. A környezet és az élő szervezet viszonyáról, a memóriáról a TETT (1985/3 és 1986/4), a biológiai öregedésről A Hét Évkönyve (1987) hasábjain értekezett.

## Munkái
- Prelucrarea statistică a datelor experimentale (kőnyomatos jegyzet, Marosvásárhely, 1973);
- Az életműködések szabályozása az emberi szervezetben (szakmonográfia, társszerző Szabó István, 1981);
- Az emberi szervezet anyagcseréje és energetikája (szakmonográfia, társszerző Szabó István, 1985).

## Társasági tagság
- Erdélyi Múzeum-Egyesület (az Orvosi Szakosztály alelnöke 1994-)